# Esterházy család

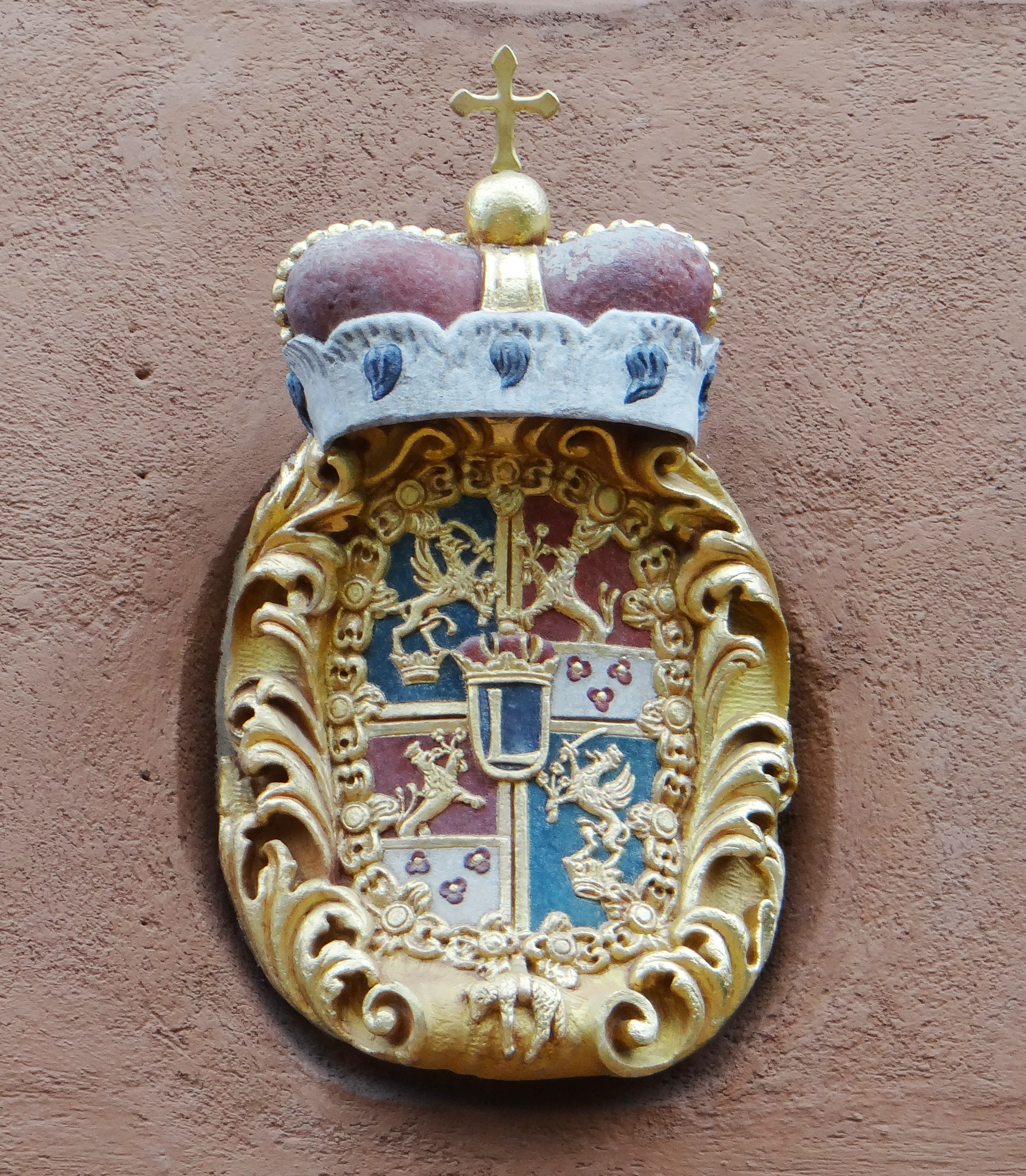
A család fraknói hercegi ágának birodalmi címere a kőszegi vár falán

Az Esterházy család (más írásmóddal Eszterházy, latinul: Familia Estoras), a Salamon nemzetségből eredő hercegi és grófi ranggal rendelkező régi magyar főnemesi család, amely a 17. századtól meghatározó szereppel bírt a magyar történelem során. A család tagjai olyan magas rangú személyek voltak mint Esterházy Miklós és Esterházy Pál nádorok, Esterházy Imre esztergomi érsek, Esterházy József országbíró, Esterházy „Fényes” Miklós József, aki többek között Joseph Haydn mecénása is volt, továbbá Esterházy Pál Antal a király személye körüli miniszter 1848-ban a Batthyány-kormányban, valamint Esterházy Móric magyar miniszterelnök és Esterházy Péter Kossuth-díjas magyar író is.
Az Esterházyaknak három fő ágát és négy további mellékágát különböztetjük meg. A három fő ág a fraknói, a cseszneki és a zólyomi. Előbbi két alágra, a tataira és cseklészire, míg a harmadik főága az idősebb és az erdélyi alágra oszlik. A család számos birtoka és kastélya közül a legismertebbek a kismartoni kastély és a fraknói vár (ma mindkettő Ausztria), továbbá a csákvári kastély, a tatai kastély és a „Magyar Versailles” névvel illetett fertődi kastély.

## Története
A család első ismert őse, Mokud neve 1186-ban fordul elő mint királyi pristaldus. A későbbi leszármazottak közül többet is említenek, mint például 1239-ben alsó-hiadaljaföldi Syrak, Tivadar, Miklós és Izsák, 1242-ben salamonfalubeli Pósa, Miklós, Mihály, György és Roth, 1248-ban Farkas, Jakab, Péter, Benedek és Pál testvérek. Utóbbiak az említett évben örökös nélkül meghalt rokonuk, Vitalis (Becse fia) salamoni és vatai birtokain osztoztak Miklóssal. Később 1287-ben két testvér, János és István neve fordul elő mint vathai birtokosoké. Egy 1324-es okiraton is több salamoni nemes neve található. Ők (János, Tamás, Tonk, György és János) a Salamon nemzetség legősibb, oklevélben is elismert tagjai. Mivel sok éves távlatról beszélünk, több feltételezés is napvilágot látott. Így báró Mednyánszky Alajos az Esterházy család első ősének Salamont tartja, akinek két fia, Péter és Illés egy 1238-as okiratban szerepel, ahol apjuk birtokain osztoznak. Ezen állítás szerint Péter az Esterházy családot, míg Illés az Illésházy családot alapította.
A község, ahonnan az Esterházy család a nevét vette, az általános tévhit szerint nem a mai Fertőddel (régi nevén: Eszterháza) áll kapcsolatban, hanem a szlovákiai Illésházával (régi nevén: Esterháza). A középkor alatt többféle említése is előfordul e család nevének, többek között Estoras, vagy Zerházy, melyek más-más hangfejlődés szerint jöttek létre.
Az Esterházy család a 16. századtól kezd „felemelkedni". Ebben az időben élt Ferenc (1533 körül–1604), Pozsony vármegye alispánja. Ő használta először a galántai előnevet édesanyjától, Bessenyei Ilonától örökölt galántai birtokai révén. Ferenc apja, Benedek (†1553 előtt) volt az első a családban, aki az Esterházy nevet használta.

## A család ágai
E családnak három fő- és több mellékága is van. Először Esterházy Ferenc fiai által vált több ágra. Miklós a fraknói ágat, Dániel a cseszneki ágat, Pál (1587–1645) pedig a zólyomi ágat alapította. A család különböző ágai különböző címeket és jogokat kaptak. Így a fraknói ág tatai alága hercegi, a cseklészi alága, a cseszneki és a zólyomi ág grófi rangban állt. A főágak közül a cseszneki szintén két alágra oszlik, mégpedig az idősebb és az erdélyi alágra.

## Esterházy hercegek
- Forrás: Nagy Iván: Magyarország családai, 4. kötet, Esterházy család. (Galanthai, herczeg és gróf). a) Herczegi vagy idősb ág.

Esterházy Miklós (1583–1645) ∞ Nyáry Krisztina
- Esterházy I. Pál galántai herceg (1635–1713) ∞ (1.) Esterházy Orsolya (2.) Thököly Éva
  - (1.) Esterházy I. Mihály galántai herceg (1671–1721) ∞ Anna Margherita di Tizzoni Blandrata
  - (2.) Esterházy I. József Antal galántai herceg (1688–1721) ∞ Maria Octavia von Gilleis
    - Esterházy II. Pál Antal galántai herceg (1711–1762) ∞ Maria Anna Louisa Lunatti-Visconti
      - Esterházy I. Miklós József galántai herceg (1714–1790) ∞ Marie Elisabeth von Weissenwolff
        - Esterházy Pál I. Antal galántai herceg (1738–1794) ∞ Monyorókeréki és monoszlói Erdődy Mária Terézia
          - Esterházy II. Miklós Ferdinánd galántai herceg (1765–1833) ∞ Maria Josepha von und zu Liechtenstein
            - Esterházy III. Pál Antal galántai herceg (1786–1866) ∞ Maria Theresia von Thurn und Taxis
              - Esterházy III. Miklós Pál Károly galántai herceg (1817–1894) ∞ Sarah Frederica Child-Villiers
                - Esterházy IV. Pál Antal Miklós galántai herceg (1843–1898) ∞ Maria von und zu Trauttmansdorff-Weinsberg
                  - Esterházy IV. Miklós Pál Antal Mária galántai herceg (1869–1920) ∞ Ciráki és dénesfalvi Cziráky Margit
                    - Esterházy V. Pál Mária Lajos Antal (1901–1989) ∞ Ottrubay Melinda
                      - Esterházy II. Antal (1936) ∞ Ursula König

|     |  |                                                 | galántai herceg      | galántai herceg      | | Feleség                                    |
| --- |  | ----------------------------------------------- | -------------------- | -------------------- | --- | ------------------------------------------ |
| 1.  |  | Esterházy I. Pál (1635-1713)                    | 1687                 | 1713. március 26.    | Moson vármegye ispánja Magyarország nádora                                                                                     | 1, Esterházy Orsolya 2, Thököly Éva        |
| 2.  |  | Esterházy I. Mihály (1671-1721)                 | 1713. március 26.    | 1721. március 24.    | Sopron vármegye főispánja Királyi udvarmester Császári és Királyi kamarás Császári és Királyi tanácsos                         | Anna Margherita di Tizzoni Blandrata       |
| 3.  |  | Esterházy I. József Antal (1688-1721)           | 1721. március 24.    | 1721. június 6.      | Sopron vármegye főispánjaSomogy vármegye főispánja                                                                             | Maria Octavia von Gilleis                  |
| 4.  |  | Esterházy II. Pál Antal (1711-1762)             | 1721. június 6.      | 1762. március 18.    | Sopron vármegye főispánja | Maria Anna Louisa Lunatti-Visconti         |
| 5.  |  | Esterházy (Fényes) I. Miklós József (1714-1790) | 1762. március 18.    | 1790. szeptember 28. | Sopron vármegye főispánja | Marie Elisabeth von Weissenwolff           |
| 6.  |  | Esterházy Pál I. Antal (1738-1794)              | 1790. szeptember 28. | 1794. január 22.     | Sopron vármegye főispánja | Erdődy Mária Terézia                       |
| 7.  |  | Esterházy II. Miklós (1765-1833)                | 1794. január 22.     | 1833. november 25.   | Sopron vármegye főispánjaMagyar királyi nemesi testőrség kapitánya                                                             | Maria Josepha von und zu Liechtenstein     |
| 8.  |  | Esterházy III. Pál Antal (1786-1866)            | 1833. november 25.   | 1866. május 21.      | a király személye körüli miniszterSopron vármegye örökös főispánja valóságos belső titkos tanácsos Császári és Királyi kamarás | Maria Theresia von Thurn und Taxis         |
| 9.  |  | Esterházy III. Miklós (1817-1894)               | 1866. május 21.      | 1894. január 28.     | Sopron vármegye főispánja | Sarah Frederica Child-Villiers             |
| 10. |  | Esterházy IV. Pál (1843-1898)                   | 1894. január 28.     | 1898. augusztus 22.  | Sopron vármegye főispánja | Maria von und zu Trauttmansdorff-Weinsberg |
| 11. |  | Esterházy IV. Miklós (1869-1920)                | 1898. augusztus 22.  | 1920. április 6.     | Sopron vármegye főispánja | Ciráki és dénesfalvi Cziráky Margit        |
| 12. |  | Esterházy V. Pál (1901-1989)                    | 1920. április 6.     | 1989. május 25.      | | Ottrubay Melinda                           |
| 13. |  | Esterházy II. Antal (1936)                      | 1989. május 25.      | jelenleg is          | |                                            |

## A család nevesebb tagjai
Megjegyzés: a nevek az Eszterházy írásmóddal is előfordulnak!

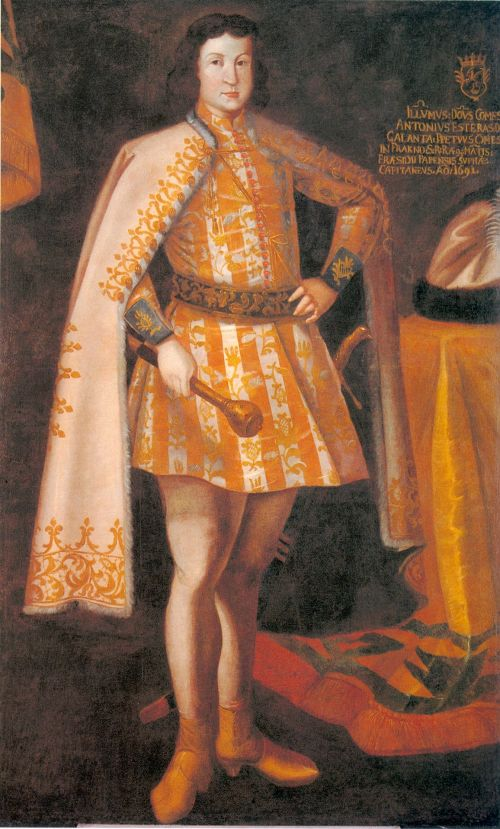
Esterházy Antal kuruc tábornagy

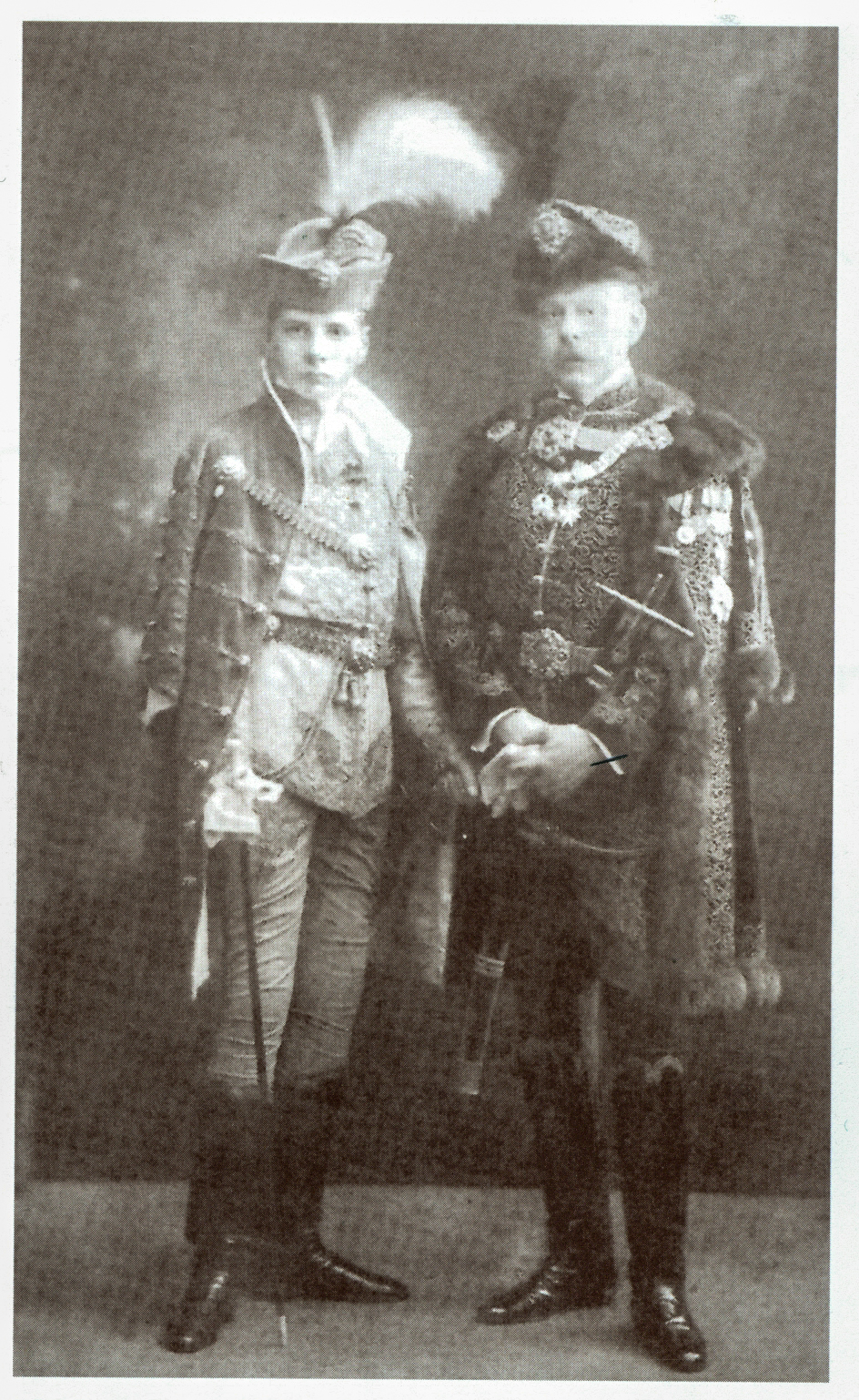
Esterházy Pál és apja, Miklós 1916-ban

- Esterházy Alajos (1780–1868) kamarás, alezredes és mecénás, Esterházy Johanna hárfás férje
- Esterházy Alajos (1844–1912)
- Esterházy Antal (1676–1722) kuruc tábornagy
- Esterházy Antal herceg (1738–1794)
- Esterházy Bálint József (1705–1743)
- Esterházy Bálint Miklós (1740–1806)
- Esterházy Béla (1854–1919)
- Esterházy Dániel (1585–1654)
- Esterházy Dániel (1665–1714)
- Esterházy Dániel (1843–1922)
- Esterházy Ferenc (1641–1683) semptei főkapitány, somogyi főispán
- Esterházy Ferenc (1683–1754) tárnokmester
- Esterházy Ferenc (1715–1785)
- Esterházy György (1951-) MLSZ Budapesti játékvezető bizottság elnöke, Péter és Márton testvére
- Esterházy Gyula (1840–1916)
- Esterházy Imre (1663–1745)
- Esterházy Imre (1726–1792)
- Esterházy Imre (1840–1918)
- Esterházy Imre Gábor (1689–1763) galántai gróf, nyitrai püspök
- Esterházy István (1822–1899) galántai gróf, Esterházy Mihály (1783–1874) fia, 1848/49-es főhadnagy, országgyűlési képviselő, Pozsony vármegye főispánja
- Esterházy János (1610–1690) gróf, galántai, a Cseszneki vár kapitánya
- Esterházy János (1900–1967)
- Esterházy János (1901–1957)
- Esterházy József (1682–1748) galántai gróf, országbíró
- Esterházy József (?–1759) galántai gróf, vezérőrnagy
- Esterházy József (1760–1830?) galántai gróf, főispán, főajtónálló
- Esterházy Kálmán (1830–1916)
- Eszterházy Károly (1725–1799) galántai gróf, egri püspök
- Esterházy László (1626–1652)[4]
- Esterházy László (1857–1942)
- Esterházy László (1891–1966)
- Esterházy László (1951-) esperes,  Máriaremete Kisboldogasszony templom plébánosa, esztergomi káptalan tagja[5]
- Esterházy Márton (1956–) magyar válogatott labdarúgó, csatár
- Esterházy Mátyás (1919–1998) galántai és fraknói gróf
- Esterházy Miguel (1825–1923)
- Esterházy Mihály (1783–1874) főrend
- Esterházy Mihály (politikus, 1853–1906) gróf, országgyűlési képviselő, az IBUSZ alapító elnöke, fényképész
- Esterházy Mihály (politikus, 1884–1933) országgyűlési képviselő
- Esterházy Miklós (1583–1645)
- Esterházy Miklós (1765–1833) herceg

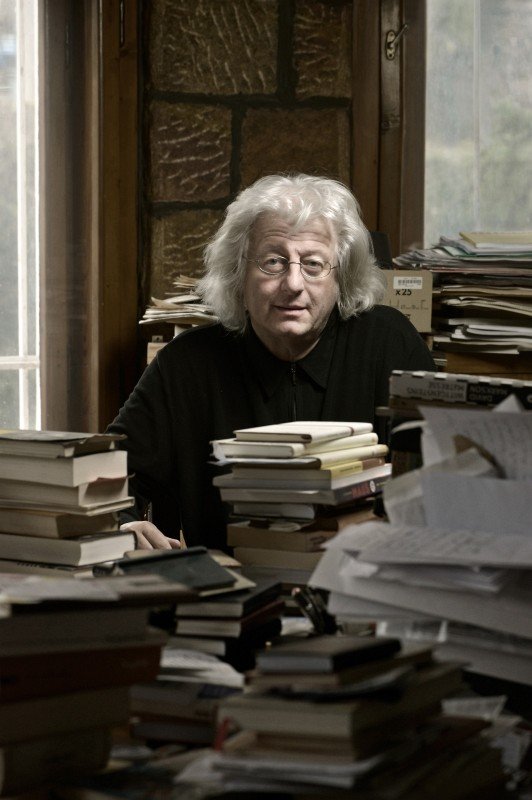
Esterházy Péter író (Szilágyi Lenke felvétele)

- Esterházy Miklós Antal (1655–1695) tinnini címzetes püspök, királyi tanácsos

- Esterházy Miklós Antal (1851–1935)
- Esterházy Miklós Pál (1869–1920)
- Esterházy Miklós József (1839–1897)
- Esterházy Miklós Móric (1855–1925)
- Esterházy Miksa (1837–1883)
- Esterházy Móric (1807–1890)
- Esterházy Móric (1856–1900) a pápai–ugodi hitbizományi birtokok kezelője, királyi kamarás, Veszprém vármegye főispánja 1885–1898 között
- Esterházy Móric (1881–1960) Magyarország miniszterelnöke, 1917 (lásd: Esterházy-kormány!)
- Esterházy Nepomuk János (1754–1840), Veszprém vármegye főispánja
- Esterházy Pál (1843–1898)
- Esterházy Pál (1861–1932)
- Esterházy Pál (1901–1989)
- Esterházy Péter (1950–2016) író
- Esterházy Sándor (1809–1867) császári katonatiszt, a magyar honvédség tábornoka, majd ismét császári főtiszt
- Esterházy Zsigmond (1626–1691) lovassági parancsnok, verebélyi kapitány, a jászkunok főkapitánya, magyar királyi tanácsos, császári kamarás

## Híresebb kastélyaik, váraik

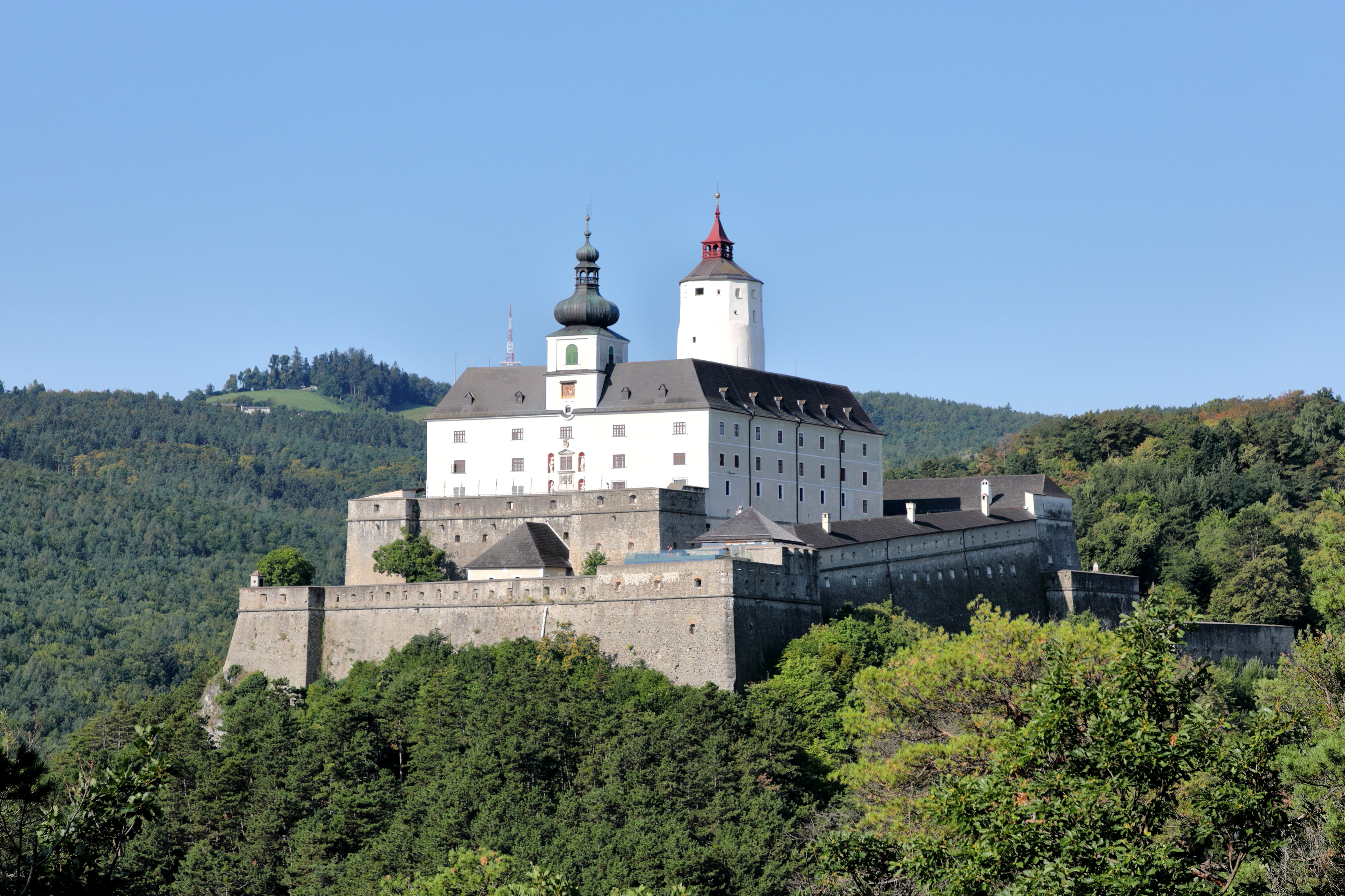
Fraknó (Forchtenstein) vára ma is a család tulajdona

Az Esterházy család különleges és egyedi kastélyokat építtetett Magyarországon, ehhez a leghíresebb építészeket és építőmestereket alkalmazták.
A teljesség igénye nélkül:
- Ábrahám, Pozsony vármegye (mára már nyoma sincs)
- Alsólendva, Zala vármegye
- Bakonyoszlop, Veszprém vármegye
- Balatonfüred, Veszprém vármegye
- Bécs, Alsó-Ausztria
- Budapest
- Csákvár, Fejér vármegye
- Cseklész, Pozsony vármegye
- Csesznek, Veszprém vármegye
- Esterházy-kastély, Eszterháza (ma Fertőd), Sopron vármegye
- Feketevár vára, Feketevár, Alsó-Ausztria
- Fertőfehéregyháza, Sopron vármegye
- Fraknó, Sopron vármegye
- Galánta, Pozsony vármegye
- Kabold, Sopron vármegye
- Kapuvár, Sopron vármegye
- Kismarton, Sopron vármegye
- Lakompak, Sopron vármegye
- Léka, Vas vármegye
- Pápa, Veszprém vármegye
- Salzburg, Salzburg (tartomány)
- Szigliget – Esterházy-kastély
- Sopron, Sopron vármegye
- Esterházy-kastély, Tata, Komárom vármegye

## Képtár

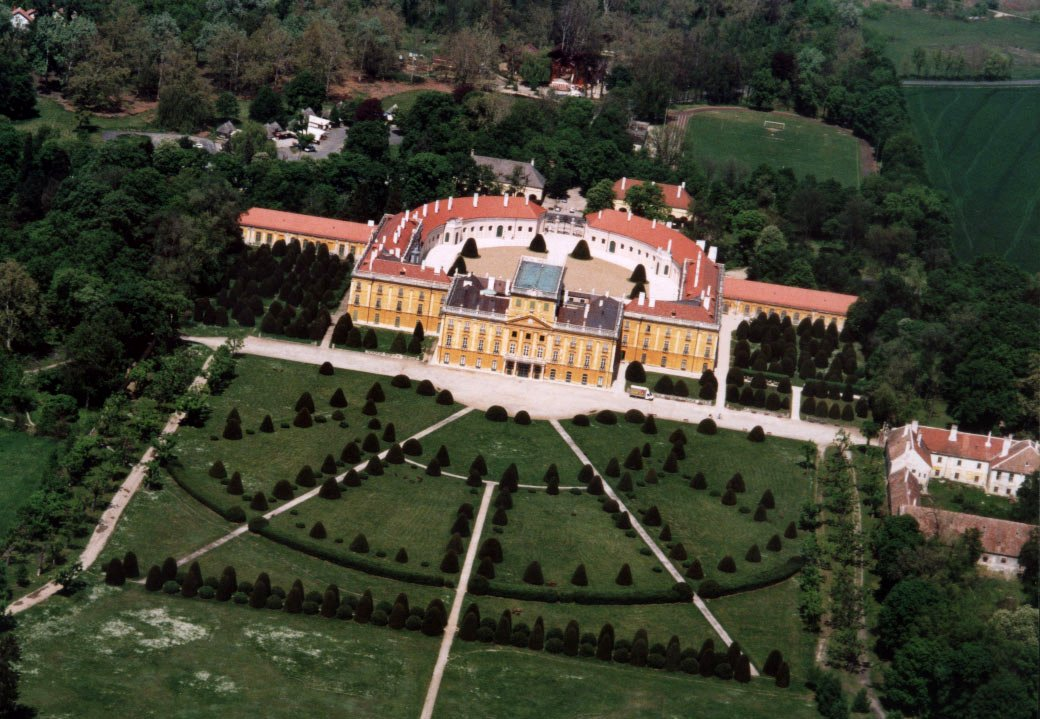
A fertődi kastély kertje
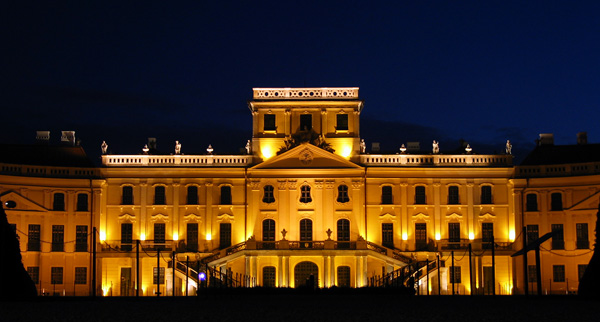
A fertődi kastély kivilágítva
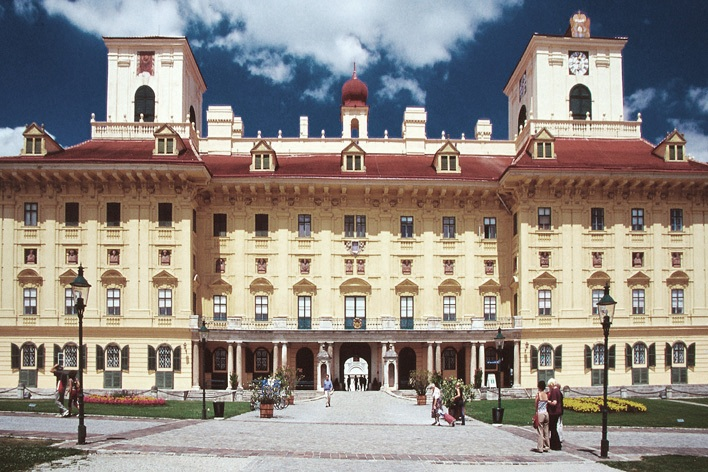
A kismartoni kastély
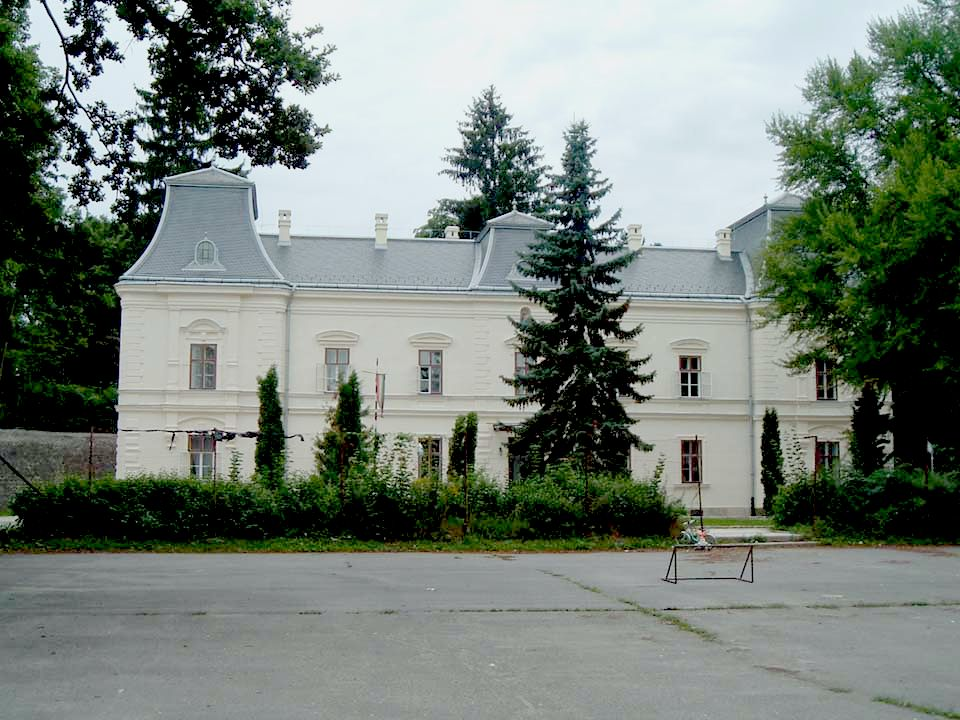
A bakonyoszlopi kastély
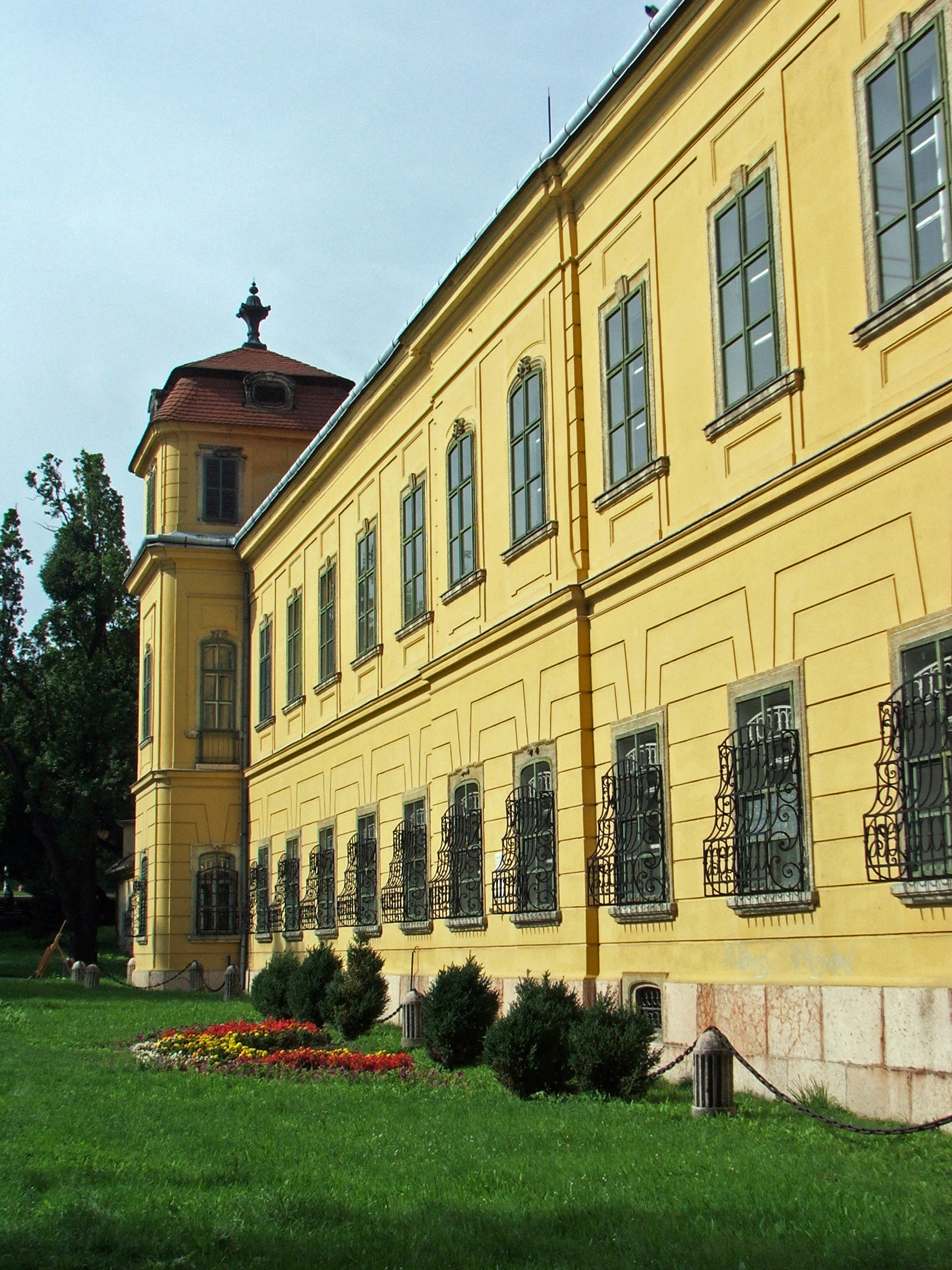
A tatai kastély
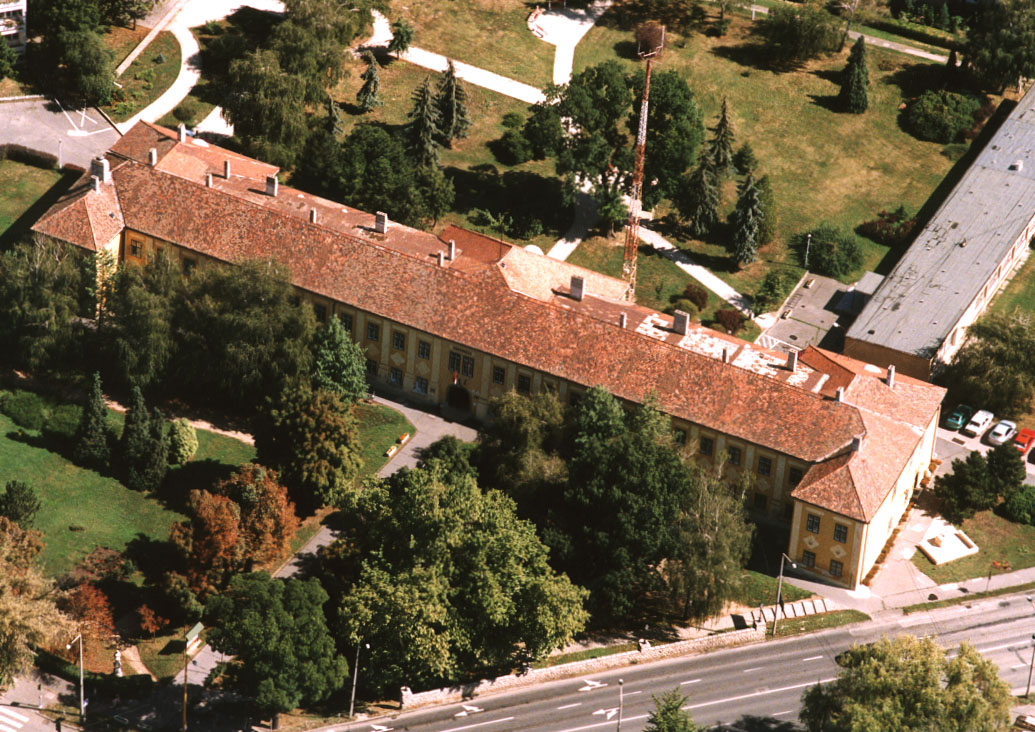
A kapuvári kúria
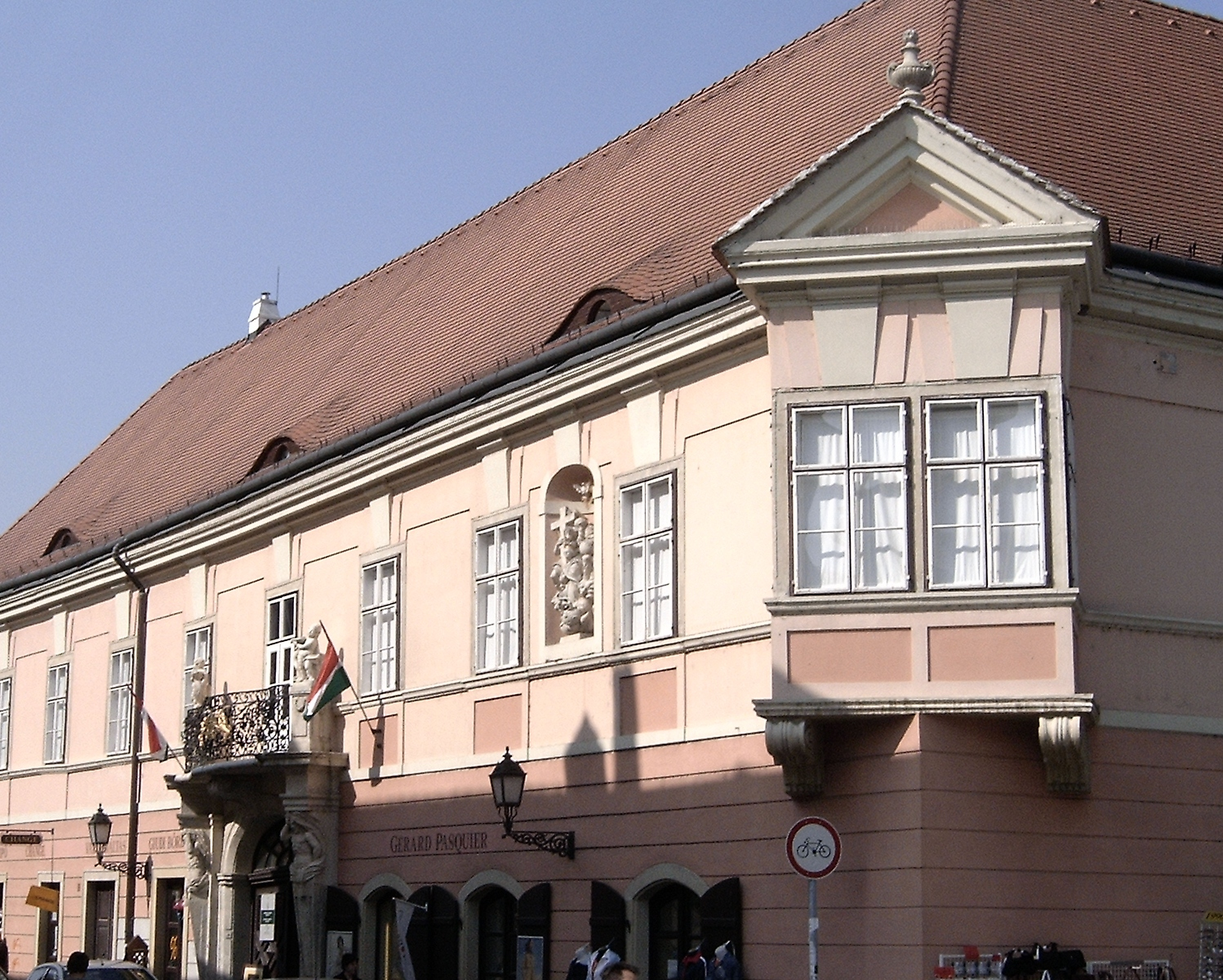
A győri palota
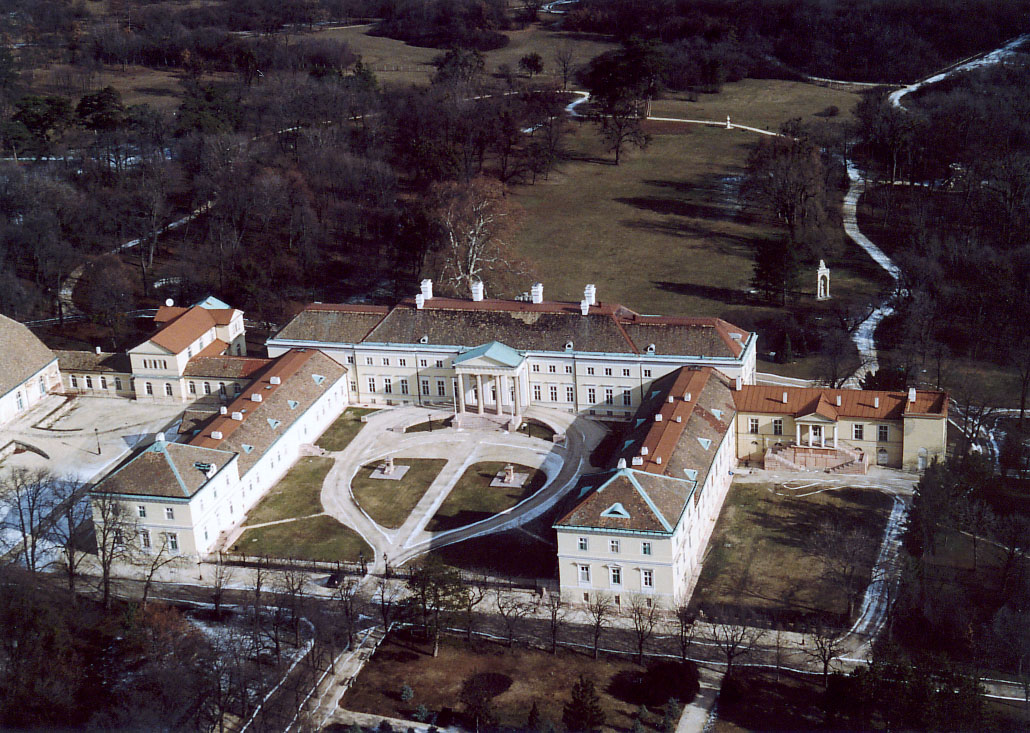
A csákvári kastély
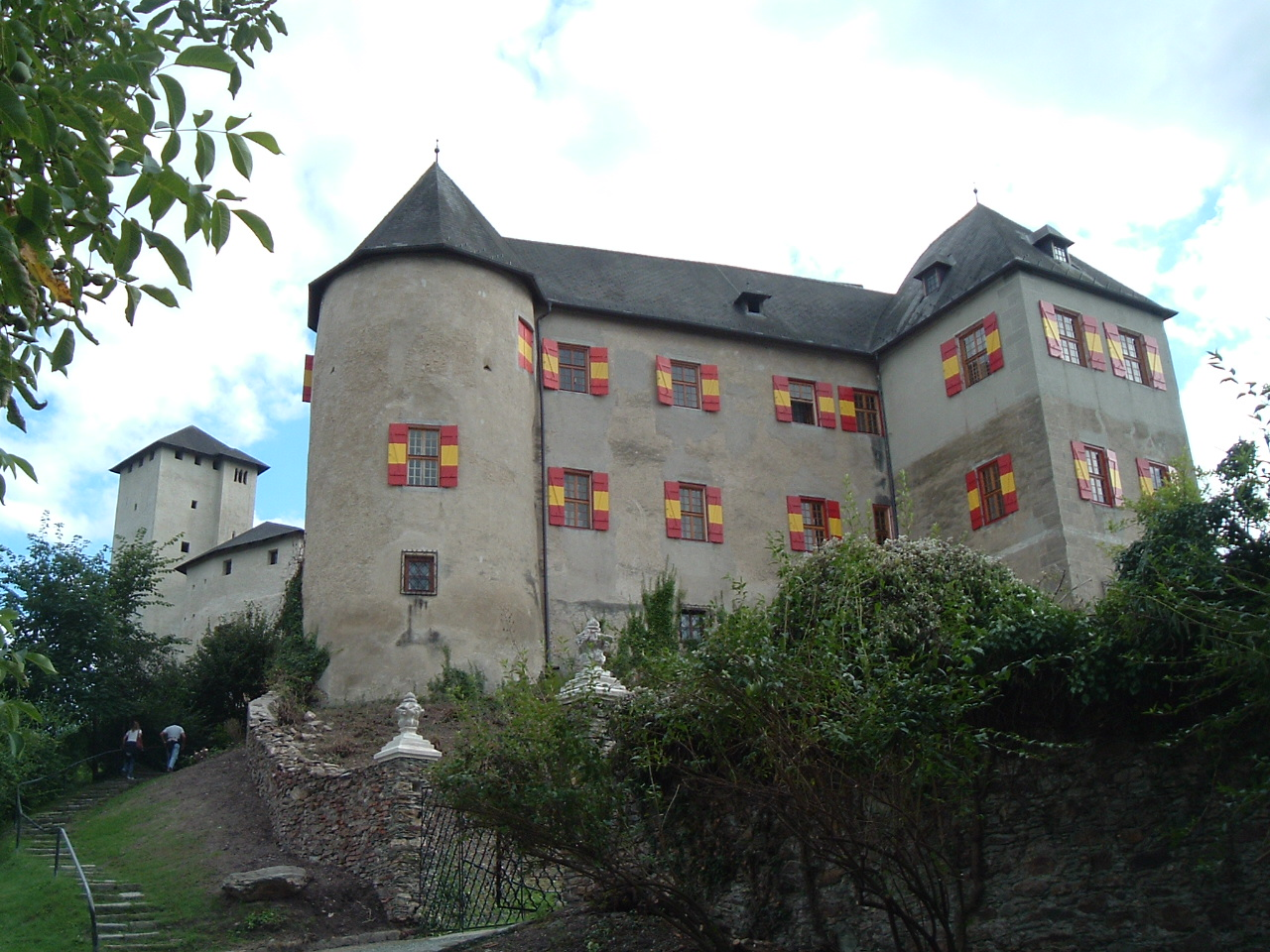
A lékai vár
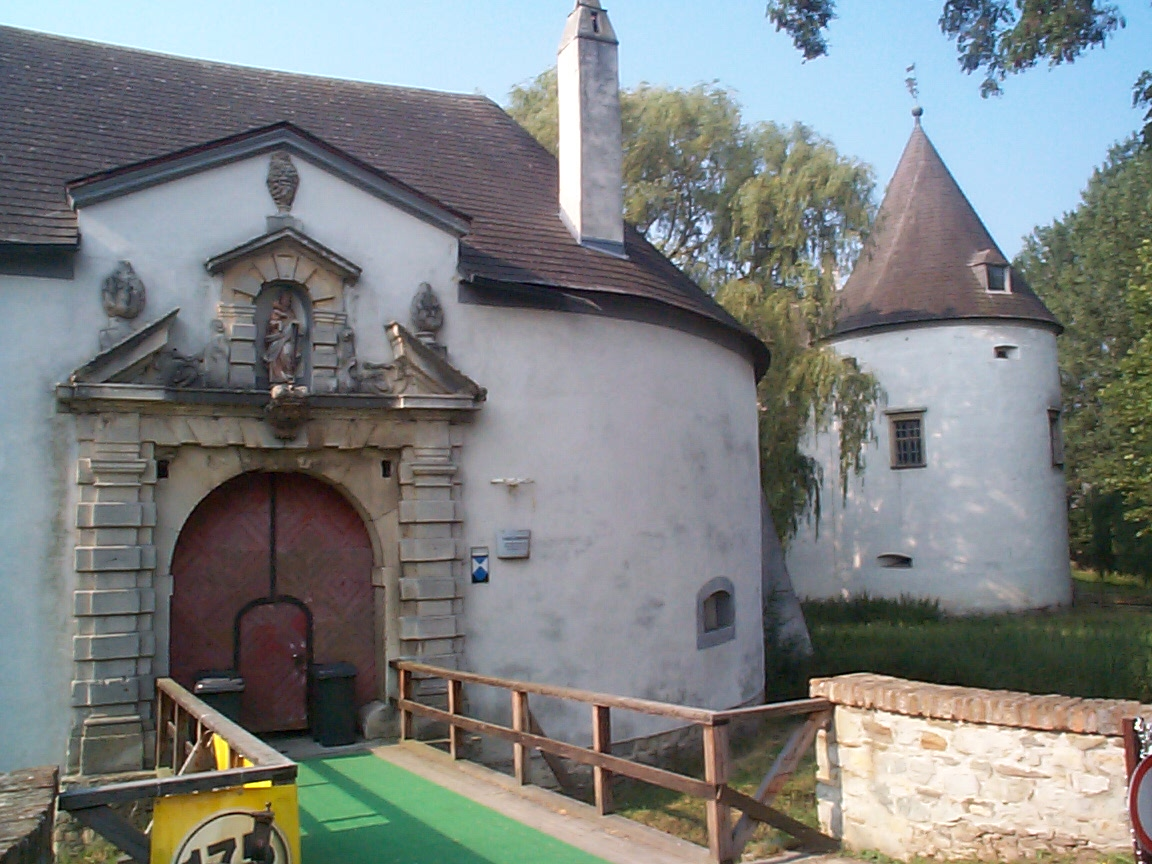
A kaboldi vízivár